# Chica Xavier
Chica Xavier, nombre  de nacimiento Francisca Xavier Queiroz de Jesús, (Salvador, 22 de enero de 1932 — Río de Janeiro, 8 de agosto de 2020) fue una productora teatral y actriz de teatro, cine y televisión brasileña. 
Siendo más conocida por el público por sus trabajos en las telenovelas de la Rede Globo, donde realizó personajes emblemáticos, actuó en el teatro nacional por más de 60 años destacándose como gran personalidad de la representatividad negra en el arte de Brasil.

## Biografía
Chica Xavier nació en Salvador, en la Quinta de la Barra, hoy Barra Avenida, el 22 de enero de 1932. Comenzó a trabajar con solo 14 años de edad, en la Prensa Oficial del Estado de Bahía, como aprendiz.
En 1953 se mudó a Río de Janeiro, donde estudió teatro con Pascoal Carlos Magno. Tres años más tarde, el 25 de septiembre de 1956, Chica estrenaba en el Teatro Municipal, con la pieza Orfeu de la Conceição, al lado de Haroldo Costa, Léa García, Cyro Monteiro, Dirce Paiva, Clementino Kelé, entre otros. Chica hacía el papel de la Dama Negra, que simbolizaba la Muerte y se presentaba declamando versos de Vinícius de Moraes y bailando al son de atabaques.
En 1962, Chica estrenó en el cine, en la película “Asalto al Tren Pagador” (1962), dirigido por Roberto Harías. Trabajó en diversas producciones de la Red Globo, En 1973 Chica estrenó oficialmente en la TELE, en la novela “Los Huesos del Barão”. En algunos registros consta que ella estuvo en 69 en la novela “La Cabana del Padre Tomás”. Desde entonces, fueron más de 50 personajes sólo en televisión. Con destaque para Sinhá Moça, Dancin' Days, Renascer, Patria Mía, Cara & Corona, Fuerza de un Deseo y la minissérie Tienda de los Milagros, donde dio vida la madre-de-santo Magé Bassã.
En 1999, ella lanzó el libro "Chica Xavier canta su prosa. Cantigas, louvações y rezas para los orixás", prefaciado por el gran amigo Miguel Falabella, e ilustrado por su hija, Izabela d'Oxóssi.
En 2006, Chica conmemoró dos aniversarios importantes: sus 50 años de carrera y las Bodas de Oro de ella y su marido, el también actor Clementino Kelé. Ambos se conocieron en Salvador, donde ambos vivían, en un baile de fin de año.
En 2010, recibió el Trofeo Palmares, concedido por la Fundación Palmares y el entonces Ministerio de la Cultura, por su contribución a los artes y a la cultura afrobrasileña.
En 2011 ganó el Centro Cultural Actriz Chica Xavier en el Proyecto Social En el Escenario de la Vida, coordinado por el actor Wal Schneider, donde guarda el acervo contando su carrera en el Teatro, TELE y Cine. En 2013 la escritora Teresa Montero (Biografa de la Clarice Lispector) escribió su biografía "Chica Xavier: madre de Brasil". En las 178 páginas del libro, Teresa registró la trayectoria de la actriz en la TELE, en el cine y en el teatro.
En 2013, Teresa Montero publicó su biografía, "Chica Xavier: madre de Brasil".

## Vida personal
Se casó en 1956 con el actor Clementino Kelé, que fue su primer y único novio. Ambos eran amigos desde la adolescencia, y sólo comenzaron a enamorar en 1953, cuando Clementino se declaró a Chica, y decidió dejar Salvador para irse a vivir con ella a Río de Janeiro, para poder juntos realizar el sueño de trabajar en las artes escénicas, lo que consiguieron. Juntos, la pareja tuvo tres hijos: Clementino hijo, Izabela y Christina.

## Fallecimiento
Murió el 8 de agosto de 2020 a los 88 años, a causa de un cáncer de pulmón en Río de Janeiro.